# Пујештиј де Жос (Бузау)
Пујештиј де Жос (рум. Puieștii de Jos) насеље је у Румунији у округу Бузау у општини Пујешти. Oпштина се налази на надморској висини од 60 m.

## Становништво
Према подацима из 2011. године у насељу је живело 1515 становника.